# Friedrich Ludwig Mallet

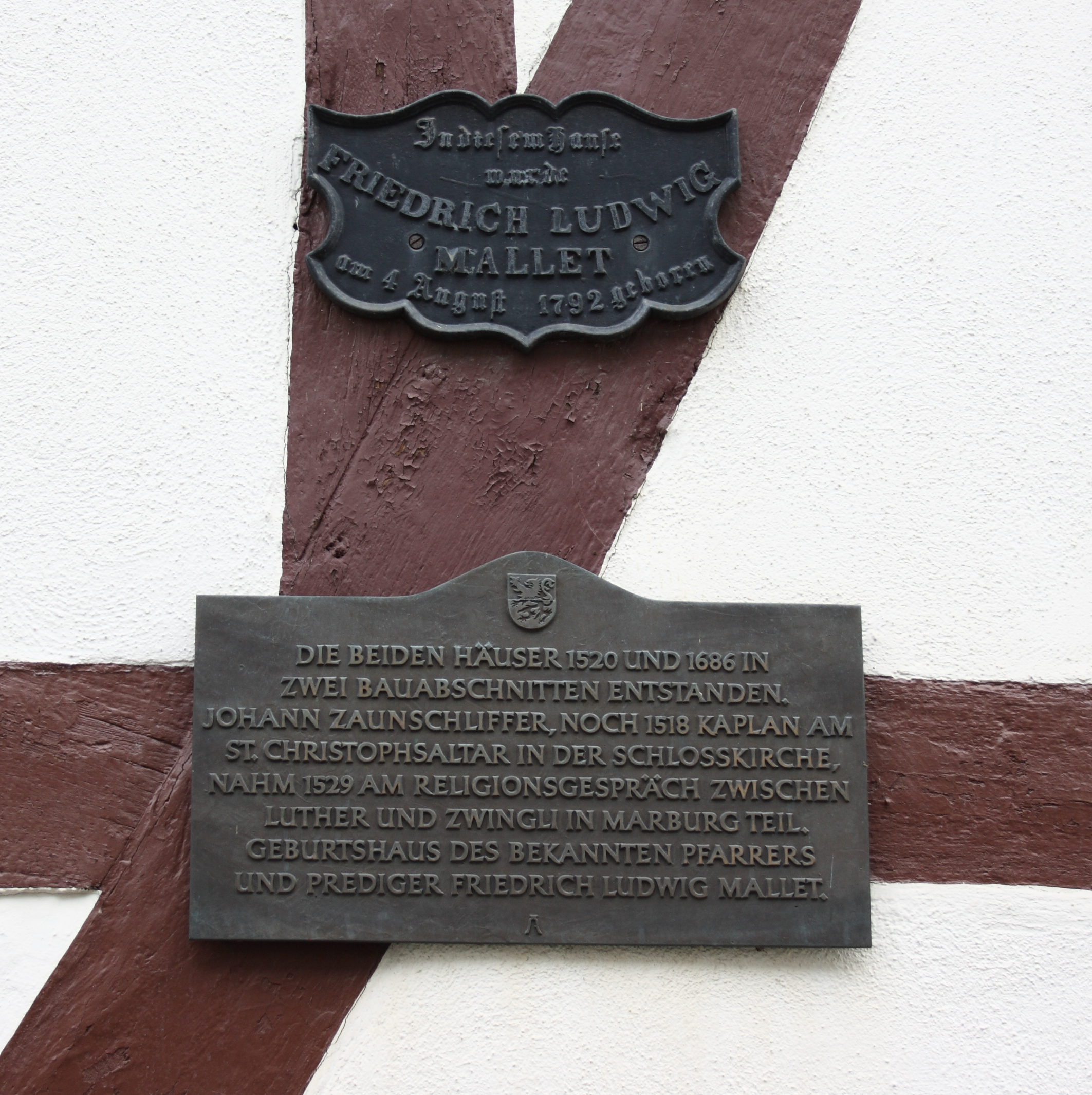
Gedenkeken aan Mallet op zijn geboortehuis

Friedrich Ludwig Mallet (Braunfels, 4 augustus 1792 - Bremen, 5 mei 1865) was in Bremen een gereformeerde predikant. Hij was een van de belangrijkste predikers van de opwekkingsbeweging van de 19e eeuw.

## Zijn leven
Mallet verloor zijn vader, die een prinselijke kamersecretaris was, op jonge leeftijd. Hij werd opgevangen door de kasteelpredikant Hermann Müller. Samen verhuisden ze in 1809 naar Bremen. Toen hij Hermann Müller werd aangenomen als predikant van de St. Stephen's kerk in Bremen. Mallet ging naar het Altes Gymnasium Bremen. Hij voltooide zijn studie theologie aan de Hogeschool in Herborn en aan de Universiteit van Tübingen. In Tübingen sloot hij zich aan bij een patriottisch - piëtistische studentenbeweging. Hij was aanvankelijk bevriend met het radicale broederschapslid Karl Ludwig Sand, die later August von Kotzebue vermoordde. In 1813/14 nam Mallet met patriottisch enthousiasme deel aan de bevrijdingsoorlogen in dienst van het hertogleger van Nassau. Daarom noemde Ludwig Hofacker hem in 1830 een "Duitse jongeling in Duitse rokken". Vreemd genoeg waren de politieke overtuigingen van Mallet nauw verbonden met impulsen die hij op jonge leeftijd had gekregen van de opwekkingsbeweging.
In 1815 predikte hij in de Michaeliskerk in Bremen en in 1817 werd hij hier tot vaste predikant benoemd. In 1827 verhuisde hij naar de St. Stephen's kerk. Hij onderhield nauwe banden met Johann Gerhard Oncken, de stichter van de Duitse baptistengemeente, en nodigde hem in de jaren 1820 uit om te evangeliseren in Bremen. Hij werkte ook samen met Oncken in het uitdelen van traktaten en bijbelverspreiding. Ook de oprichting van de Bremen Bijbel genootschap was een vrucht van hun samenwerking. Samen hebben Oncken en Mallet ook geprobeerd om een zondagsschool op te richten maar door tegenstand uit de Bremer senaat mislukte dit plan. 
In 1831 richtte Mallet de jongeren- en gezellenvereniging op, en in 1834 de hulpvereniging voor jongeren, beide behoorde tot de kern van het protestantse jeugdwerk. In 1836 was hij medeoprichter van de Noord-Duitse Missie, die sinds 1851 in Bremen gevestigd was. In 1856 behaalde hij zijn doctoraat in de theologie aan de universiteit van Halle. 
In zijn preken en geschriften verzette Mallet zich tegen liberale stromingen binnen de theologie. In 1844, in het kerkgeschil in Bremen, probeerde hij tevergeefs de liberale pastoor Wilhelm Nagel te laten uitzetten als hoofd van het Bremer Ministerie van Geestelijke Zaken (algemeen vertegenwoordiger van het pastoraat). Het werd door de Bremer Senaat verworpen met de verklaring van 1845. Met deze uitspraak was duidelijk bewezen dat er godsdienstvrijheid gold in Bremen en omtrek. 
Mallet zorgde voor de mentale en sociale behoeften van zijn tijdgenoten. Hij had daarbij speciale aandacht voor de reizende ambachtslieden. Zijn prediking was op Christus gericht en gekenmerkt door vindingrijkheid. Met de Bremer predikanten Gottfried Menken en Georg Treviranus werd de conservatieve Mallet in Bremen beschouwd als "het driemanschap van grote geloofsijveraars".